# Malin Eriksson (häcklöpare)
Malin Eriksson, född 5 januari 1991, är en svensk friidrottare (häcklöpning). Hon tävlar för IFK Lidingö. 

## Personliga rekord
| Utomhus - 100 meter häck – 13,86 (Sollentuna 27 augusti 2016) - 100 meter häck – 14,10 (Stockholm 16 juni 2016) - Längdhopp – 5,51 (Karlstad 2 augusti 2011) | Inomhus - 60 meter häck – 8,54 (Norrköping 17 februari 2013) |